# Cemre Erol
Cemre Erol est une ancienne joueuse de volley-ball turque née le 18 mai 1992 à Ankara. Elle mesure 1,83 m et jouait au poste de réceptionneuse-attaquante. Elle a mis un terme à sa carrière de volleyeuse professionnelle en mai 2018.

## Clubs
| Club                  | De        | À         |
| --------------------- | --------- | --------- |
| Gazi Üniversitesi     | 2005-2006 | 2008-2009 |
| Fenerbahçe İstanbul   | 2009-2010 | 2009-2010 |
| Emlak TOKİ Ankara     | 2010-2011 | 2010-2011 |
| TED Ankara Kolejliler | 2011-2012 | 2011-2012 |
| Ereğli Belediye       | 2012-2013 | 2012-2013 |
| Halkbank Ankara       | 2013-2014 | 2013-2014 |
| Nilüfer Belediye      | 2014-2015 | 2014-2015 |
| Çanakkale Belediye    | 2015-2016 | 2015-2016 |
| THY Spor Kulübü       | 2016-2017 | 2017-2018 |